# Mysiobdella borealis
Mysiobdella borealis är en ringmaskart som först beskrevs av L. Johansson 1898.  Mysiobdella borealis ingår i släktet Mysiobdella, och familjen fiskiglar. Arten har ej påträffats i Sverige.